# Arsène Lupin joue et perd
Arsenio Lupin gioca e perde (Arsène Lupin joue et perd) è una miniserie televisiva francese in 6 episodi trasmessi per la prima volta nel 1980. È basata sulle vicende del ladro gentiluomo Arsène Lupin, personaggio di Maurice Leblanc, racconto tratto dall'omonimo romanzo 813.

## Personaggi
- Jean-Claude Brialy : Arsène Lupin
- Christiane Krüger : Dolorès Kesselbach
- Maurice Biraud : Weber
- François Maistre : il presidente Valenglay
- Marco Perrin : Gourel
- François Perrot : il barone Altenheim
- Sacha Briquet : Doudeville
- Hubert Deschamps : Steinweg
- Anton Diffring : Guglielmo II
- Jeanne Goupil : : Catherine
- Gérard Lecouvey : La receptionist dell'hotel

## Distribuzione
La miniserie fu trasmessa in Francia nel 1980 sulla rete televisiva Antenne 2. In Italia è stata trasmessa con il titolo Arsenio Lupin gioca e perde dalla RAI.

## Episodi
| Stagione       | Episodi | Prima TV Francia |
| -------------- | ------- | ---------------- |
| Prima stagione | 6       | 1980             |